# Кислуха
Кислу́ха — река в России, протекает по Первомайскому и Тальменскому районам Алтайского края. Длина реки составляет 10 км. Правый приток Оби.
Начинается в Кислянской согре. Течёт в юго-восточном направлении по южной окраине болота Барсучиха, русло канализировано. У деревни Кислуха поворачивает на юго-запад. Устье реки находится в 3379 км от устья Оби.

## Данные водного реестра
По данным государственного водного реестра России относится к Верхнеобскому бассейновому округу, водохозяйственный участок реки — Обь от города Барнаул до Новосибирского гидроузла, без реки Чумыш, речной подбассейн реки — бассейны притоков (Верхней) Оби до впадения Томи. Речной бассейн реки — (Верхняя) Обь до впадения Иртыша. Код водного объекта — 13010200512115200001489.